# Schronisko na Kawcu
Schronisko na Kawcu – schronisko we wsi Karniowice, w gminie Zabierzów w powiecie krakowskim. Znajduje się u północnych podnóży Zadniej Wroniej Baszty w Dolinie Kobylańskiej. Pod względem geograficznym jest to obszar Wyżyny Olkuskiej wchodzący w skład Wyżyny Krakowsko-Częstochowskiej.

## Opis obiektu
Schronisko znajduje się w bocznym wąwozie będącym orograficznie lewym odgałęzieniem Doliny Kobylańskiej. Wąwóz ten biegnie we wschodnim kierunku do Karniowic. Duży otwór schroniska widoczny jest u północnej podstawy Zadniej Wroniej Baszty. Płytsza, prawa część schroniska kończy się dwoma niedostępnymi szczelinami. Nawiązano przez nie kontakt głosowy z Korytarzykiem za Wronią. Z lewej strony schroniska wznosi się do góry krótki korytarz.
Jest to schronisko krasowe wytworzone w wapieniach górnej jury. Nacieki jaskiniowe w postaci mleka wapiennego i grzybków naciekowych. Namulisko złożone ze skalnego rumoszu i liści. Schronisko jest suche, w całości oświetlone rozproszonym światłem słonecznym i poddane wpływom środowiska zewnętrznego. Na jego ścianach rosną glony i sinice.

## Historia poznania i dokumentacji
Schronisko znane jest od dawna. Są wzmianki o prowadzonych w nim badaniach archeologicznych już w 1866 roku. W 1880 r. prowadził w nim takie badania Gotfryd Ossowski. Znalazł ceramikę świadczącą o zamieszkiwaniu go przez ludzi z okresu kultury pleszewskiej, oraz neolityczne wyroby krzemienne. Później jeszcze kilkukrotnie prowadzono badania archeologiczne. M. Cabalska w 1960 r. znalazła materiały krzemienne kultury pucharów lejkowatych, K. Kulczycka i K. Kozłowski w 1960 r. znaleźli dowody zamieszkiwania schroniska przez kultury neolityczne, E. Rook w 1980 r. znalazł ceramikę kultury lendzielskiej. Mimo tych kilku badań E. Chochorowska w 2006 r. jeszcze raz przebadała namulisko. Znalazła przedmioty pochodzące z wczesnej epoki brązu, żelaza i średniowiecza. Znajdują się w zbiorach Muzeum Archeologicznego w Krakowie.
Po raz pierwszy opisał schronisko Kazimierz Kowalski w 1951 r. Aktualną dokumentację opracował J. Nowak w maju 2003 r.

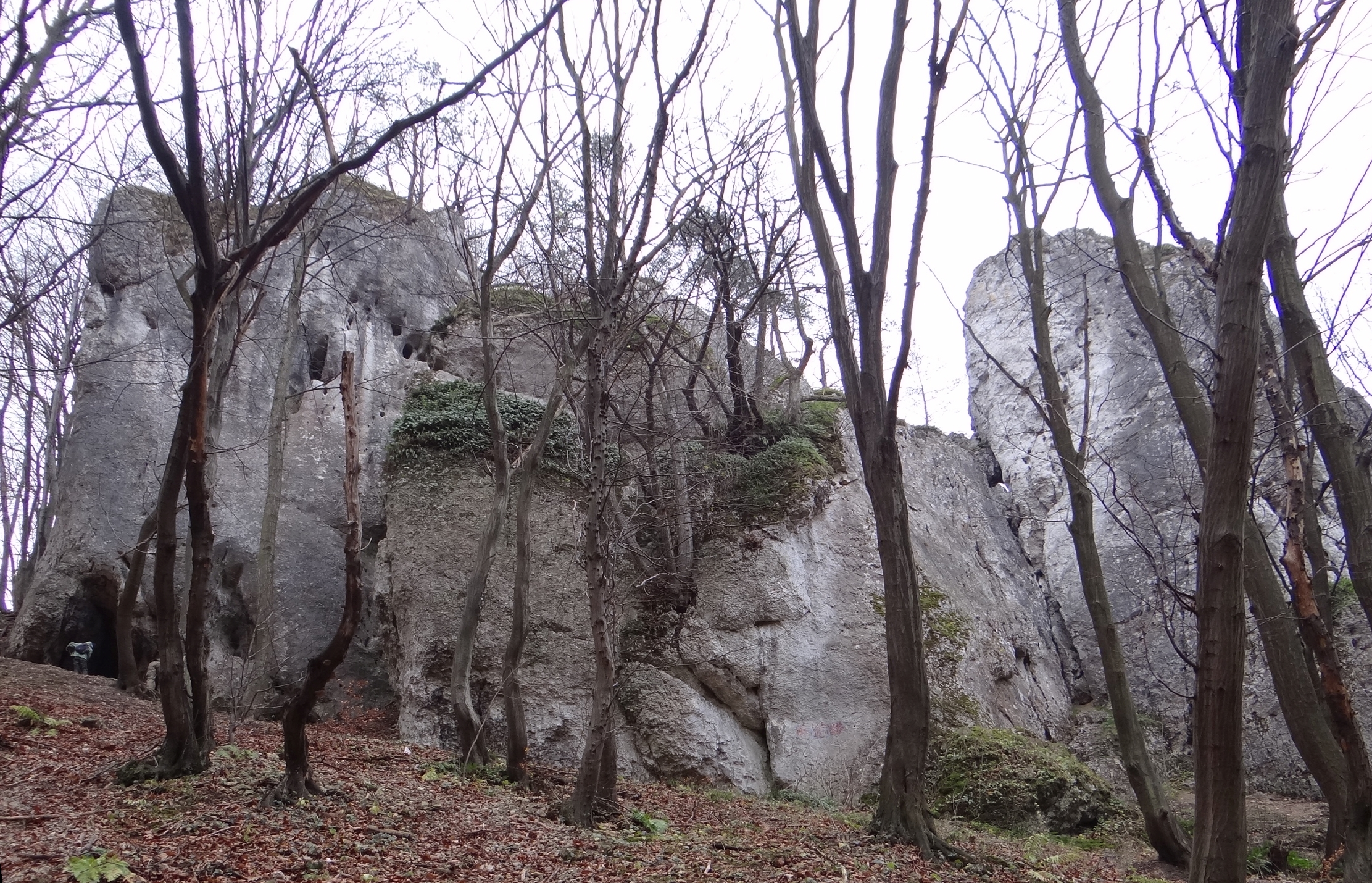
Wronia Baszta. Otwór schroniska po jej lewej stronie
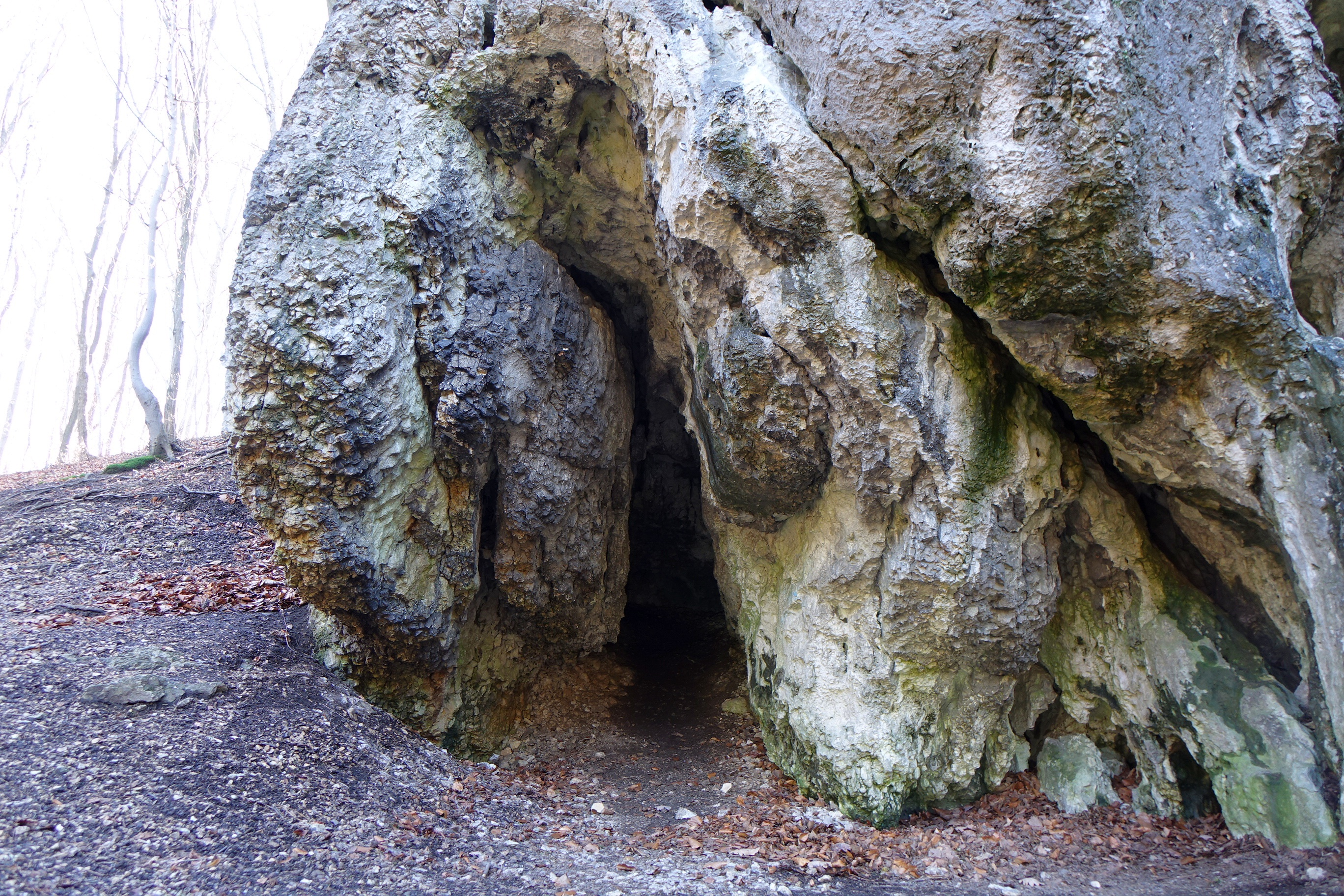
Otwór
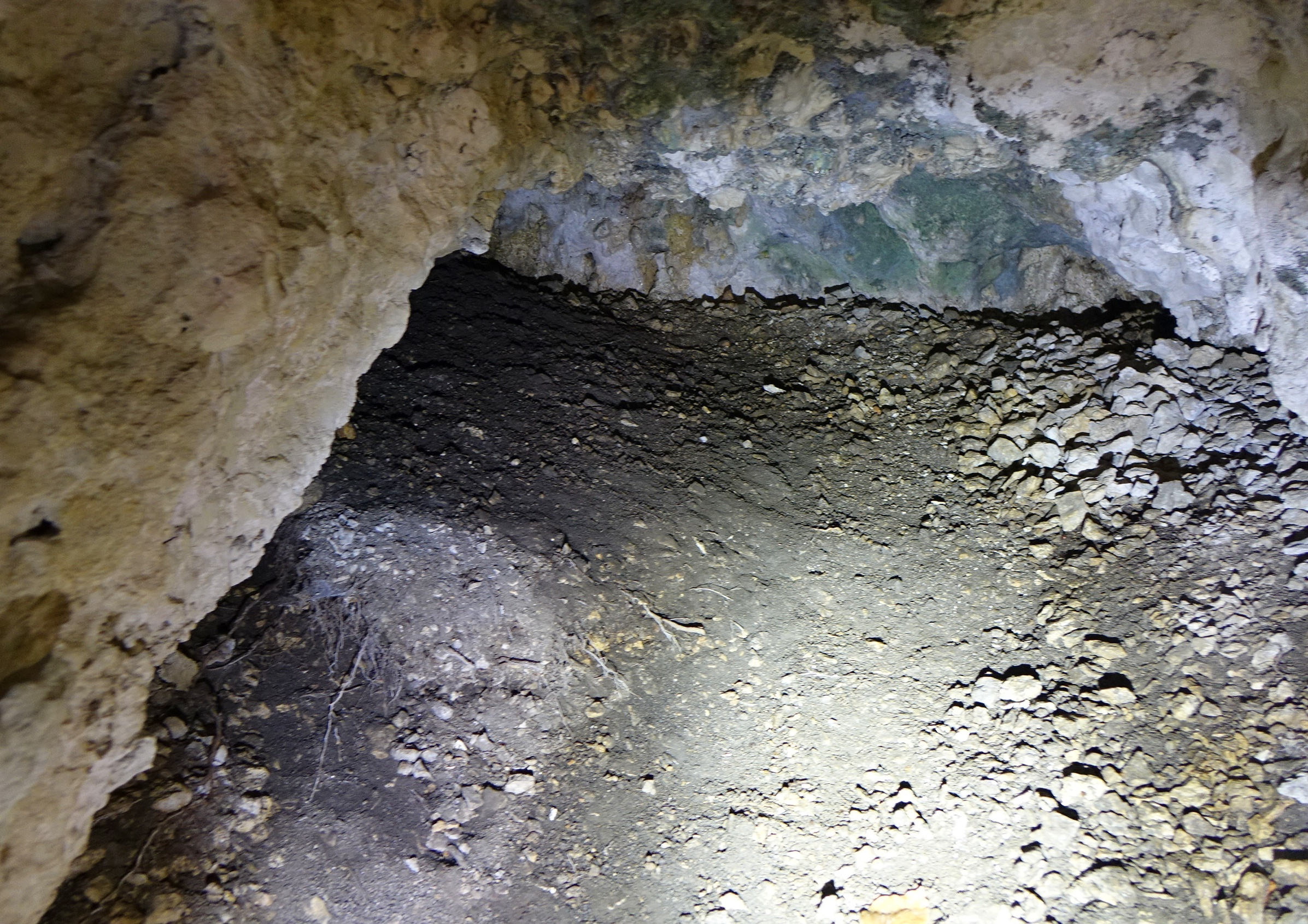
Schronisko
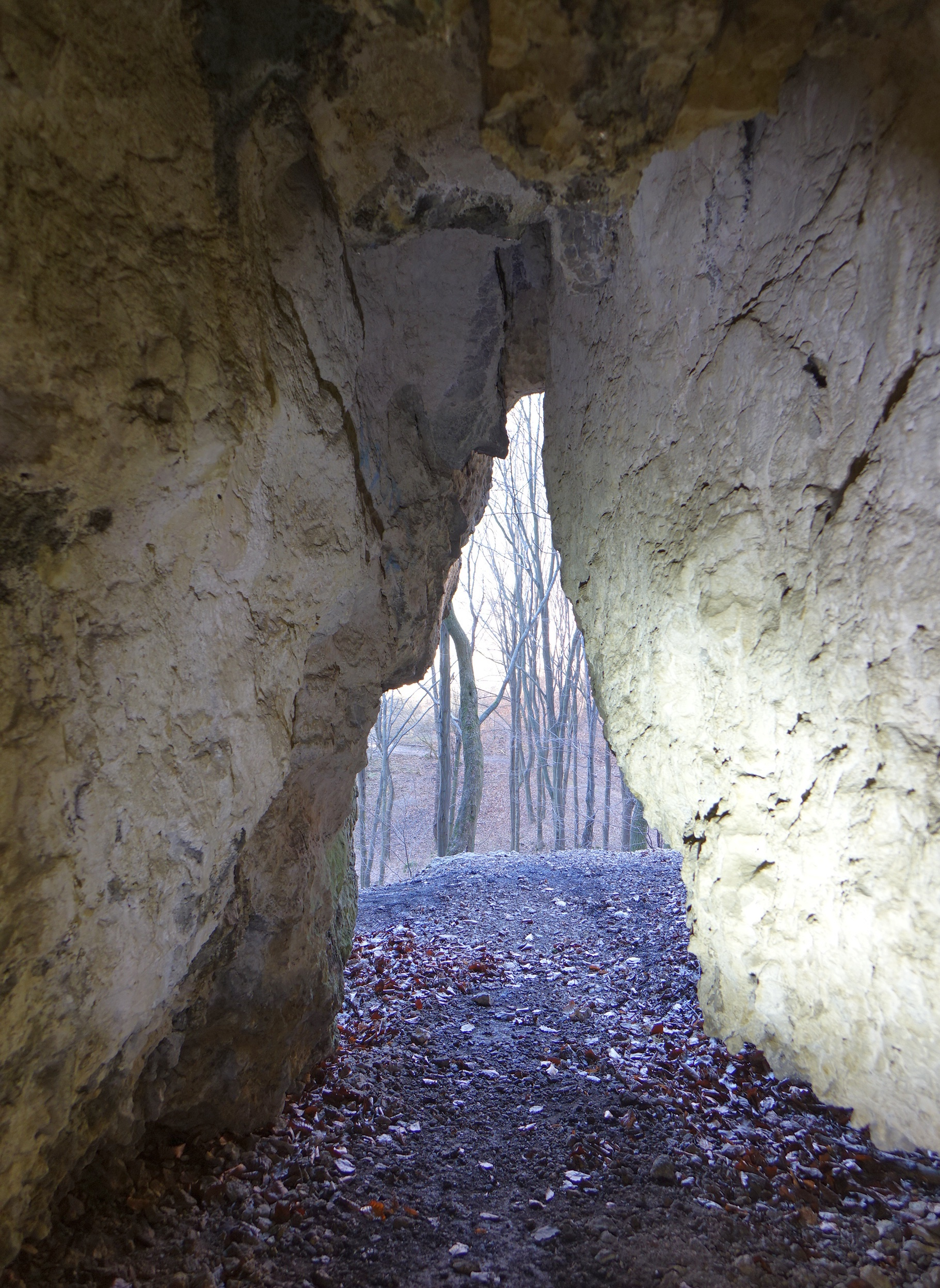
Widok z otworu